# Aeroport Internacional d'Austin-Bergstrom
L'Aeroport d'Austin-Bergstrom —codi IATA: AUS, codi OACI: KAUS, en anglès Austin-Bergstrom International Airport— és un aeroport al sud-est del ciutat d'Austin, a la regió Texas Central. És el trenta-quatrè aeroport més ocupat dels Estats Units d'Amèrica en termes de passatgers, amb més de 10,7 milions de passatgers que hi van passar durant l'any 2014.

## Terminal Barbara Jordan

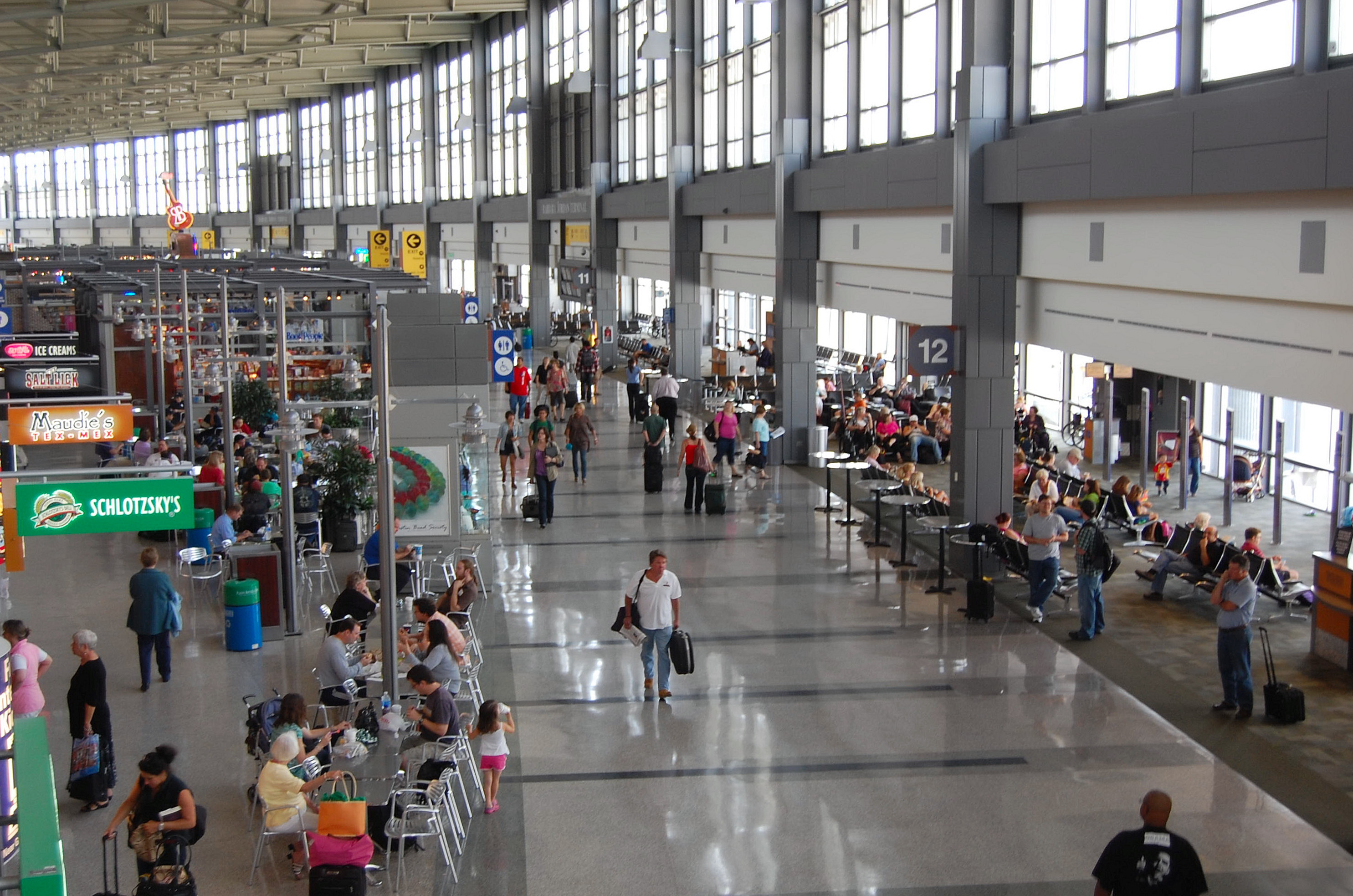
La planta de sortides a la Terminal Barbara Jordan

La Terminal Barbara Jordan és la terminal principal, amb vint-i-cinc portes que serveixen més de quaranta-cinc rutes a destinacions als Estats Units, Canadà, Mèxic, Alemanya, i el Regne Unit. Pren el seu nom de la líder del Moviment afroamericà pels drets civils Barbara Jordan.

## Terminal Sud
La Terminal Sud es va construir per VivaAerobus en l'any 2008. Després que acaben el servei 1 juny, 2009, la terminal estava barrat. Actualment la terminal no està en ús, però a partir de juny de 2015, Allegiant Air i Frontier estan en converses amb l'aeroport per reobrir la terminal sud.

## Aerolínies i destinacions
| Companyia                                   | Destinacions | Terminal       |
| ------------------------------------------- | --- | -------------- |
| Aeroméxico                                  | Ciutat de Mèxic (comença 17 novembre, 2016) | Barbara Jordan |
| Air Canada Express                          | Toronto-Pearson | Barbara Jordan |
| Alaska Airlines                             | Seattle/Tacoma | Barbara Jordan |
| Alaska Airlines operat per SkyWest Airlines | Portland (OR) | Barbara Jordan |
| Allegiant Air                               | Albuquerque, Cincinnati/Northern Kentucky, Las Vegas, Memphis, Orlando/Sanford, Pittsburgh (commença 17 febrer 2017), Saint Petersburg (FL) (commença 16 desembre, 2016) | Barbara Jordan |
| American Airlines                           | Charlotte, Chicago-O'Hare, Dallas/Fort Worth, Los Angeles, Miami, New York-JFK, Philadelphia, Phoenix | Barbara Jordan |
| American Eagle                              | Phoenix De temporada: Charlotte, Los Angeles | Barbara Jordan |
| British Airways                             | Londres-Heathrow | Barbara Jordan |
| Branson Air Express operat per Buzz Airways | Branson | Barbara Jordan |
| Condor Flugdienst                           | Frankfurt (comença 27 juny, 2016) | Barbara Jordan |
| Delta Air Lines                             | Atlanta, Minneapolis/St. Paul, New York-JFK De temporada: Detroit, Salt Lake City | Barbara Jordan |
| Delta Connection                            | Detroit, Los Angeles, Minneapolis/St. Paul, Salt Lake City De temporada: Orlando | Barbara Jordan |
| Frontier Airlines                           | Atlanta, Chicago-O'Hare, Denver, Las Vegas, Orlando (comença abril 2016), Philadelphia (comença abril 2016) | Barbara Jordan |
| JetBlue                                     | Boston, Fort Lauderdale, Long Beach, New York-JFK, Orlando | Barbara Jordan |
| Lufthansa                                   | Frankfurt (comença el 3 de maig del 2019) |                |
| Norwegian Air Shuttle                       | London Gatwick, Paris CDG | Barbara Jordan |
| Southwest Airlines                          | Atlanta, Baltimore, Boston (comença 1 novembre, 2015), Chicago-Midway, Dallas-Love, Denver, El Paso, Fort Lauderdale, Harlingen, Houston-Hobby, Las Vegas, Los Angeles, Lubbock, Nashville, Newark, New Orleans, Oakland, Orange County (CA), Orlando, Phoenix, St. Louis, San Diego, San Jose (CA), Seattle/Tacoma (comença 1 novembre, 2015), Tampa,Washington-National De temporada: Cancún, Portland (OR), San José del Cabo | Barbara Jordan |
| Texas Sky Airways operat per CFM            | Victoria (TX) | Barbara Jordan |
| United Airlines                             | Chicago-O'Hare, Denver, Houston-Intercontinental, Newark, San Francisco De temporada: Cancún, San José del Cabo, Washington-Dulles | Barbara Jordan |
| United Express                              | Chicago-O'Hare, Denver, Houston-Intercontinental, Newark, Los Angeles, San Francisco, Washington-Dulles | Barbara Jordan |
| Virgin America                              | San Francisco | Barbara Jordan |
| Volaris                                     | Guadalajara (Mèxic) | Barbara Jordan |